# Leger des Heils
Leger des Heils est un groupe allemand de musique industrielle, avec des influences portées sur le martial industrial, le néofolk, et le néo-classique.

## Histoire
Leger des Heils vient du néerlandais Armée du salut[réf. nécessaire].  Fondé en 1999 par M.A. Baal, les textes produits sont principalement en allemand et en anglais. Les thèmes abordés tournent autour de mystique, d'occultisme, et de religion, ou reprennent des poèmes d'Ibsen, Eichendorff, ou encore Goethe.
En 2007, le groupe sort l'EP Gloria, puis l'album Memoria en 2008.. Le groupe sort l'album …Über Liebe, Leben und Tod… en 2010, puis : Licht! : deux ans plus tard.

## Discographie

### Albums studio
- 2002 : Aryana
- 2004 : Himmlische Feuer
- 2008 : Memoria
- 2010 : …Über Liebe, Leben und Tod…
- 2012 : : Licht! :
- 2015 : Salutare (CD/CD+7"/CD+CDR+7"; Aristae)
- 2017 : Imperium (CD/2xCD/2xCD+LP/LP; Aristae)
- 2022 : Sonnenflammen (CD/LP ; Aristae)

### EP
- 2000 : Precatio
- 2001 : Immortalitas
- 2002 : Inter Arma Silent Leges
- 2003 : Inter Arma Silent Leges 2
- 2003 : Freiheit
- 2004 : Divinus
- 2007 : Gloria
- 2014 : Bannkreuz
- 2017 : Wir Sind Legion
- 2018 : Flammenlieder I
- 2021 : Flammenlieder II

### Singles
- 2001 : The Strength of Will
- 2004 : Feuer
- 2004 : Glaubensbewegung
- 2010 : Hurray!

### Compilations
- 2004 : Sub Specie Aeternitatis (CD, Chaos Productions)
- 2015 : Inter Arma Silent Leges III (CDR)

### Coffretss
- 2013: LDH (3xLP; Steinklang Industries)
- 2015: Aristae I-IV (4xCD; Aristae)